# Ministério Público do Estado de Mato Grosso do Sul
O Ministério Público do Estado de Mato Grosso do Sul (MPMS)  é a instância no Estado de Mato Grosso do Sul do Ministério Público, que tem como objetivo defender os direitos dos cidadãos e os interesses da sociedade. 